# Siyosatxon Abdullayeva
Siyosatxon Abdullayeva (usbekisch Сиёсатхон Абдуллаева, russisch Сиёсатхон Абдуллаева Sijossatchon Abdullajewa; * 5. November 1940, Provinz Andijon, Usbekische SSR; † 27. Juli 2018, Usbekistan) war eine usbekische Landwirtin und Leiterin des landwirtschaftlichen Betriebs Oltinkul Vodi Gulshani im Bezirk Oltinkul. Im Jahr 2008 wurde sie mit dem Titel Held Usbekistans ausgezeichnet.

## Leben
Nach Abschluss ihrer Grundausbildung wurde sie 1959 am Andijon Institute of Cotton Growing (heute das Andijan Institute of Agriculture and Agrotechnologies) immatrikuliert und schloss es erfolgreich im Jahr 1959 mit einem Abschluss in Pflanzenbauwissenschaft ab.
Ihre berufliche Laufbahn begann sie 1959 als Arbeiterin in der landwirtschaftlichen Organisation Namuna im Bezirk Oltinkul. Von 1972 bis 1978 arbeitete sie als Erzieherin im Kindergarten des Sowchos Namuna und später als Landwirtin im selben Kolchos. Von 1978 bis 2006 war sie als Auftragnehmerbäuerin im Unternehmen Namuna im Bezirk Oltinkul tätig. Ab 2006 bis zu ihrem Tod im Jahr 2018 arbeitete sie als Managerin in der Blumenzucht Altynkulskaya Dolina Gulshan.
Siyosathon Abdullaeva, die eine langjährige Erfahrung in der Landwirtschaft hatte, war auch als Expertin für den Einsatz neuer landwirtschaftlicher Technologien im Baumwollanbau tätig. Sie war eine der ersten Baumwollanbauerinnen, die aktiv an der Gründung der Andijaner Baumwollschule beteiligt war. Als erfahrene Agronomin erregte sie Aufmerksamkeit als vorbildliche Bäuerin, die Baumwolle, Weizen und andere landwirtschaftliche Erzeugnisse vorzeitig und über den vorgeschriebenen Zeitplan hinaus ablieferte. Darüber hinaus war Siyosathon Abdullaeva in der aktiven gesellschaftlichen Arbeit engagiert. Sie zeigte Enthusiasmus bei der Verschönerung von Dörfern und Stadtvierteln und bei der Erziehung der Jugend im Geiste des Patriotismus. Mit ihrem reichen Wissen und Lebenserfahrung war Siyosathon Abdullaeva auch in staatlichen Angelegenheiten aktiv und genoss einen hohen Ruf in der Bevölkerung.
Im Jahr 2005 wurde sie für ihre Leistungen in der Landwirtschaft und ihre unermüdliche Arbeit mit dem Orden der Freundschaft ausgezeichnet, und im Jahr 2008 verlieh der Präsident Usbekistans, Islom Karimov, ihr den Titel Held Usbekistans.